# Gooimeer
El Gooimeer (que podría traducirse como lago de Gooi, la región natural en la que se encuentra) es un lago de borde artificial localizado en el centro de los Países Bajos, entre el sureste de Holanda Septentrional ('t Gooi, het Gooi) y Flevoland. El lago fue ganado al mar cuando se realizaron los polders de Flevoland y tiene una superficie de 2670 hectáreas y su profundidad varía entre 3 y 4 metros. Está conectado por su extremo norte con el IJmeer, la zona más interior del Markermeer, que, en 2009, se decidió separar hidráulicamente de este mediante la construcción de un nuevo dique para evitar los probables efectos en el nivel del mar del calentamiento global.

## Geografía

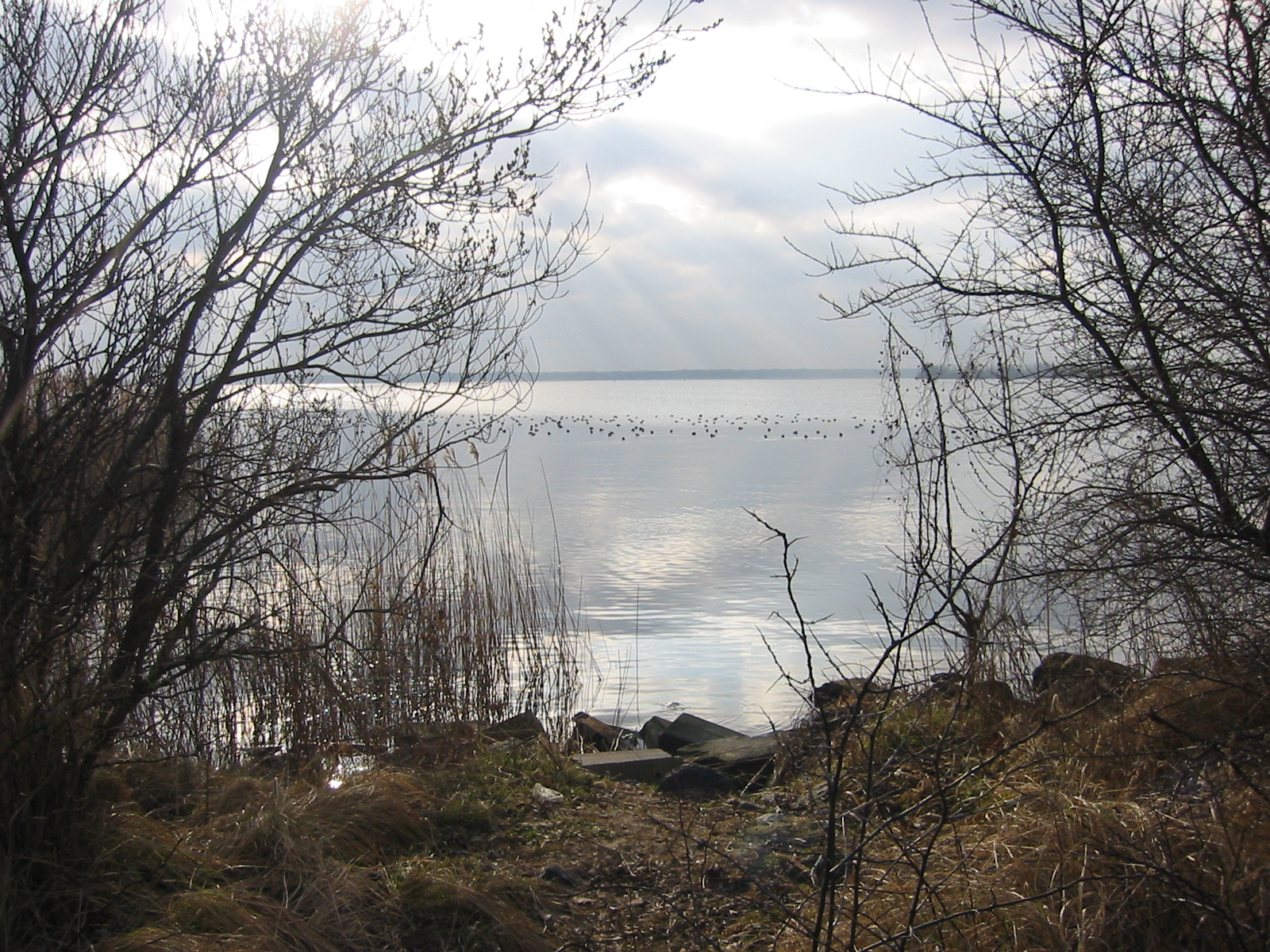
Vista del lago desde la orilla

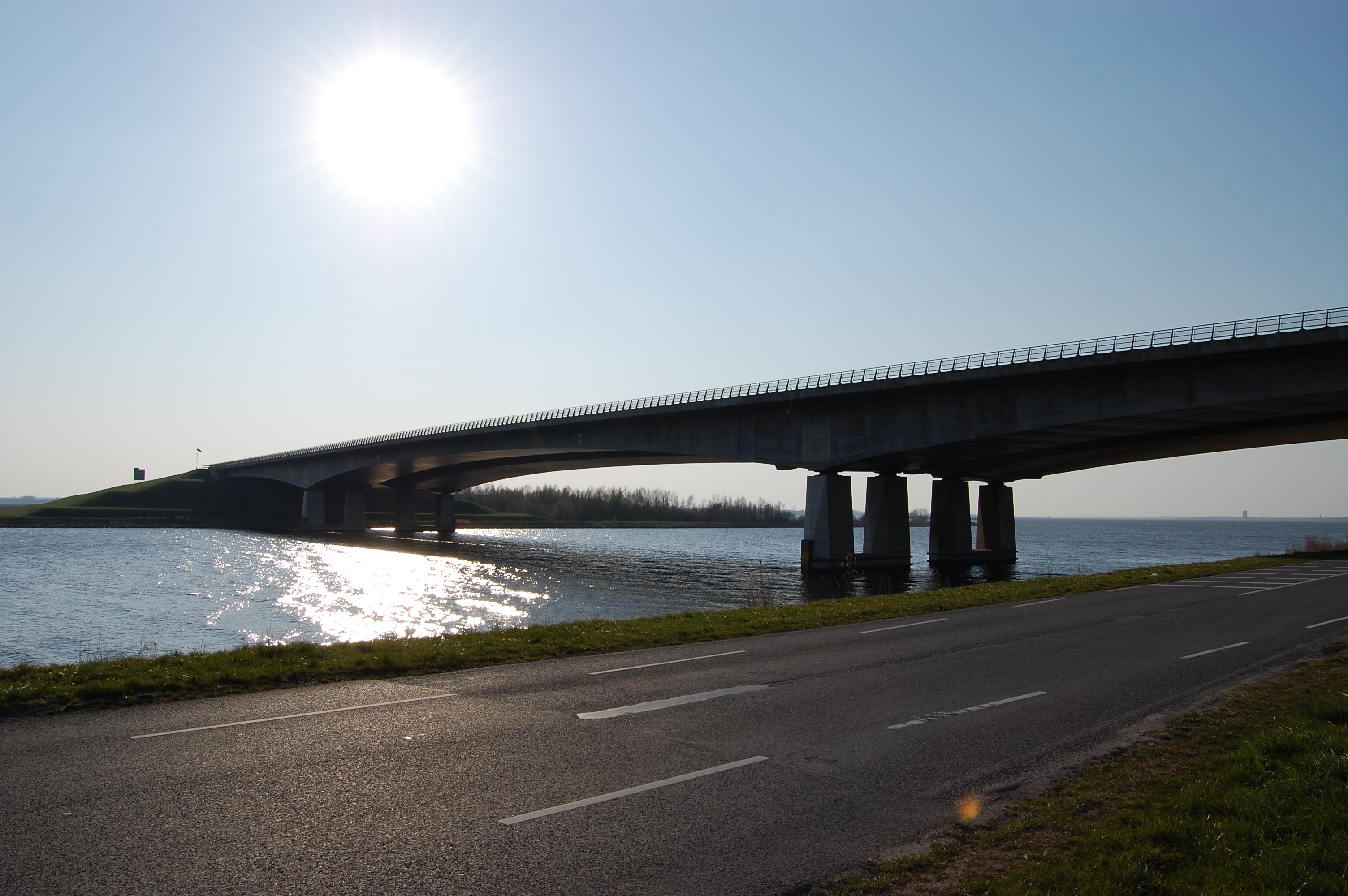
Vista del puente de Stichtsebrug

El lago está situado entre las provincias neerlandesas de Flevoland, al norte, y de Holanda del Norte, al sur. Al norte, limita con el municipio de Almere y al sur con los de Naarden y Huizen, cuyas ciudades se encuentran en su ribera sur.
En la parte más estrecha del extremo oriental, el Stichtse Brug (puente de Sticht), un doble puente abierto en 1983 en la A27, separa el Gooimeer del Eemmeer. En el extremo occidental, otro puente, el Hollandse Brug (Puente de Holanda, abierto en 1969 en la A6, de 375 m) separa el Gooimeer del más amplio IJmeer y es paralelo a otro puente ferroviario que une Weesp y Almere Muziekwijk.
En el lago hay también dos islas articifiales: Huizerhoef, cerca del Brug Stichtse, que permite a los navegantes para fondear, y De Schelp, área natural frente a Naarderbos (bosque de Naarden).

## Ocio
Los navegantes tienen a su disposición los puertos recreativos de Almere Haven, de Naarden y de Huizen. Además se han construido en ambas orillas varias playas.
La comunidad privada de Naarderwoonbos, con unas 185 villas, parte del área recreativa de Naarderbos, fue construida en los años ochenta en la orilla sur de la Gooimeer.

## Ecología
A ambos lados del Hollandse Brug se encuentran dos áreas naturales: el Naardermeer, al sur, y el Kromslootpark (una zona pantanosa), al norte. Las costas flévolandaises son frecuentadas por aves migratorias, y se ven numerosos cormoranes que llegan de los vecinos Markermeer y Naardermeer. El agua poco profunda de Gooimeer contiene una gran cantidad de algas y especialmente durante los veranos calurosos, hay que tener cuidado con la presencia de cianobacterias tóxicas.

## Historia
Según el plan original del ingeniero Cornelis Lely (1891), esta parte del antiguo Zuiderzee debería haber sido totalmente recuperada, como lo fueron Flevoland y Noordoostpolder, para dar lugar a la formación del Markerwaard. Aunque esta idea vuelve regulmente al debate político, el proyecto de desecamiento de la zona ha sido finalmente abandonado.
En abril de 2007, el entonces secretario de estado Tineke Huizinga anunció un nuevo proyecto. El nivel de agua del Markermeer se modificaría en anticipación a los cambios ambientales por venir y se construirá una presa para separarlo del IJmeer, lo que dará oportunidades para la construcción de edificios y centros de ocio. El desarrollo está todavía por determinar.
El 14 de mayo de 2009, la Comisión Europea dio su aprobación a la mejora ecológica del Markermeer y del IJmeer.